# Hoodsport (Washington)
Hoodsport es un área no incorporada ubicada en el condado de Mason en el estado estadounidense de Washington.

## Geografía
Hoodsport se encuentra ubicado en las coordenadas 47°24′21″N 123°8′17″O / 47.40583, -123.13806.